# 列支敦士登邮政
列支敦士登邮政是列支敦士登的邮政服务公司。公司成立于2000年。在此之前的1921年2月1日至1999年12月31日期间，列支敦士登的邮政服务由瑞士邮政负责，这是由1920年11月10日列支敦士登与瑞士签订的关税条约规定的。